# Буталий, Иван Николаевич
Иван Николаевич Буталий (род. 8 июля 1952, Новотитаровская, Краснодарский край) — советский футболист, выступавший на позиции полузащитника, нападающего, российский футбольный тренер.

## Биография
Начинал карьеру в любительских командах Краснодарского края. С 1982 года выступал во второй лиге за челнинскую «Турбину», сыграл в её составе более 100 матчей. Впоследствии вошёл в тренерский штаб команды. С 1988 года работал тренером в «КАМАЗе», в 1991 году в его составе выходил на поле в матчах второй лиги.
В сентябре 1996 года, после отставки Валерия Четверика, стал главным тренером «КАМАЗа», под его руководством команда сыграла 10 матчей в высшей лиге. Также работал главным тренером «КАМАЗа» в 1998 (с перерывом) и 2001—2002 годах. В промежутке возглавлял нижнекамский «Нефтехимик», вывел его из второго российского дивизиона в первый. С 2004 года работает с любительскими командами Краснодарского края.

## Личная жизнь
Сын Дмитрий (род. 1976) тоже футболист, впоследствии — тренер.